# FK Čukarički
Fudbalski Klub Čukarički (serb.: Фудбалски Клуб Чукарички) – serbski klub piłkarski, mający siedzibę w Čukaricy, dzielnicy Belgradu.

## Historia
Klub wywodzi się z Čukaricy, należącej do aglomeracji Belgradu i leżącej na prawej części Sawy pośród cukrowni i doków. Został założony 4 lipca 1926 jako ČSK „Čukarički Casual Club”. Wybrano barwy białe i czarne, w których zespół gra do dziś. Pierwszym prezydentem Čukaričkiego był Miloš Ilić, pierwszy serbski lotnik. Pierwsi piłkarze byli amatorami i sami organizowali mecze, m.in. grając w koszulkach własnej roboty.
Jedną z pierwszych gwiazd zespołu był Aleksandar Petrović-Pikavac. W 1935 roku przeszedł do jednej z najlepszych drużyn w kraju, FK Jugoslavija, a z czasem został reprezentantem Jugosławii. W 1948 roku Čukarički zajął 4., a w 1951 roku – 3. miejsce w jugosłowiańskiej lidze. W sezonie 1953/1954 znów był trzeci, a w 1955/1956 była to 2. pozycja. Większy sukces klub osiągnął w sezonie 1966/1967, gdy zajął 1. miejsce w drugiej lidze Belgradu oraz zdobył Puchar Belgradu. Następnie awansował do pierwszej ligi Serbii, a w sezonie 1972/1973 wywalczył mistrzostwo kraju.
W 1995 roku Čukarički awansował do 1/4 finału Pucharu Jugosławii, a w sezonie 1995/1996 i 1996/1997 wystąpił w rozgrywkach Pucharu Intertoto. W sezonie 1999/2000 zajął 6. miejsce w lidze. Następnie klub został wykupiony przez firmę STANKOM, która polepszyła sytuację finansową klubu i rozbudowała stadion do 7000 widzów. W sezonie 2006/2007 klub wywalczył promocję do serbskiej ekstraklasy. W sezonie 2010/2011 klub odnotował spadek na drugi poziom ligowy do Prvej ligi

## Obecny skład
Stan na 31 sierpnia 2023
| Nr | Poz. | Piłkarz               |
| -- | ---- | --------------------- |
| 1  | BR   | Nemanja Belić         |
| 2  | OB   | Viktor Rogan          |
| 3  | OB   | Nemanja Tošić         |
| 4  | OB   | Bojan Kovačević       |
| 5  | PO   | Marko Docić (kapitan) |
| 6  | OB   | Miladin Stevanović    |
| 7  | PO   | Stefan Tomović        |
| 8  | PO   | Luka Stojanović       |
| 10 | NA   | Đorđe Ivanović        |
| 11 | PO   | Luka Adžić            |
| 14 | PO   | Sambou Sissoko        |
| 15 | OB   | Luka Subotić          |
| 16 | NA   | Zé Mário              |
| 20 | OB   | Veljko Mirosavić      |
| 21 | PO   | Nikola Stanković      |

| Nr | Poz. | Piłkarz            |
| -- | ---- | ------------------ |
| 23 | BR   | Filip Samurović    |
| 24 | BR   | Nenad Filipović    |
| 26 | OB   | Uroš Drezgić       |
| 28 | NA   | Mihajlo Spasojević |
| 30 | OB   | Vojin Serafimović  |
| 44 | OB   | Nemanja Ćalasan    |
| 45 | PO   | Igor Miladinović   |
| 47 | PO   | Bojica Nikčević    |
| 55 | PO   | Samuel Owusu       |
| 66 | PO   | Mattéo Ahlinvi     |
| 70 | NA   | Aleksa Janković    |
| 72 | NA   | Ibrahima Ndiaye    |
| 77 | PO   | Stefan Kovač       |
| 90 | NA   | Uroš Miladinović   |

### Piłkarze na wypożyczeniu
| Nr | Poz. | Piłkarz                                        |
| -- | ---- | ---------------------------------------------- |
|    | PO   | Aleksandar Đorđević (wypożyczony do FK Inđija) |
|    | NA   | Marko Šarić (wypożyczony do FK Rad)            |
|    | PO   | Luka Žorić (wypożyczony do FK IMT)             |
|    | NA   | Bojica Nikčević (wypożyczony do FK Novi Pazar) |

| Nr | Poz. | Piłkarz                                                 |
| -- | ---- | ------------------------------------------------------- |
|    | OB   | Stefan Radojičić (wypożyczony do FK Železničar Pančevo) |
|    | OB   | Uroš Ignjatović (wypożyczony do Sinđelić Belgrad)       |
|    | PO   | Andrija Fratrović (wypożyczony do FK Trajal Kruševac)   |

## Reprezentanci kraju grający w klubie
- Đorđije Ćetković
- Mitar Novaković
- Petar Divić
- Milan Dudić
- Goran Gavrančić
- Jovan Gojković
- Aleksandar Jović
- Ognjen Koroman
- Albert Nađ
- Aleksandar Petrović-Pikavac
- Nikola Trajković
- Milivoje Vitakić

## Europejskie puchary
Legenda do wszystkich tabel:
- Q – runda eliminacyjna, 1/16, 1/8, 1/4, 1/2 – odpowiednia faza rozgrywek, Grupa – runda grupowa, 1r gr – pierwsza runda grupowa, 2r gr – druga runda grupowa, F – finał, R – runda, PO – play-off
- k. – rzuty karne, los. – losowanie, Dogr. – dogrywka, w. – zasada bramek strzelonych na wyjeździe

| Sezon   | Rozgrywki               | Runda    | Przeciwnik                 | Dom | Wyjazd | Ogólnie    |
| ------- | ----------------------- | -------- | -------------------------- | --- | ------ | ---------- |
| 1996    | Puchar Intertoto        | Grupa 9  | Spartak Trnawa             |     | 0–3    | 5. miejsce |
| 1996    | Puchar Intertoto        | Grupa 9  | Daugava Riga               | 1–3 |        | 5. miejsce |
| 1996    | Puchar Intertoto        | Grupa 9  | Karlsruher SC              |     | 0–3    | 5. miejsce |
| 1996    | Puchar Intertoto        | Grupa 9  | FC Universitatea Craiova   | 1–2 |        | 5. miejsce |
| 1997    | Puchar Intertoto        | Grupa 10 | FC Groningen               |     | 0–1    | 3. miejsce |
| 1997    | Puchar Intertoto        | Grupa 10 | Gloria Bystrzyca           | 3–2 |        | 3. miejsce |
| 1997    | Puchar Intertoto        | Grupa 10 | Montpellier HSC            |     | 1–3    | 3. miejsce |
| 1997    | Puchar Intertoto        | Grupa 10 | Spartak Warna              | 3–0 |        | 3. miejsce |
| 2014/15 | Liga Europy             | 1Q       | Sant Julià                 | 4–0 | 0–0    | 4–0        |
| 2014/15 | Liga Europy             | 2Q       | Grödig                     | 0–4 | 2–1    | 2–5        |
| 2015/16 | Liga Europy             | 1Q       | Domžale                    | 0–0 | 1–0    | 1–0        |
| 2015/16 | Liga Europy             | 2Q       | Qəbələ FK                  | 1–0 | 0–2    | 1–2        |
| 2016/17 | Liga Europy             | 1Q       | Ordabasy Szymkent          | 3–0 | 3–3    | 6–3        |
| 2016/17 | Liga Europy             | 2Q       | Videoton                   | 1–1 | 0–2    | 1–3        |
| 2019/20 | Liga Europy             | 1Q       | Bananc Erywań              | 3–0 | 5−0    | 8–0        |
| 2019/20 | Liga Europy             | 2Q       | Molde                      | 1–3 | 0−0    | 1–3        |
| 2021/22 | Liga Konferencji Europy | 2Q       | Sumqayıt FK                | 0–0 | 2–0    | 2–0        |
| 2021/22 | Liga Konferencji Europy | 3Q       | Hammarby                   | 3–1 | 1–5    | 4–6        |
| 2022/23 | Liga Konferencji Europy | 2Q       | Racing FC Union Luksemburg | 4–0 | 4–1    | 8–1        |
| 2022/23 | Liga Konferencji Europy | 3Q       | Twente                     | 1–3 | 1–4    | 2–7        |
| 2023/24 | Liga Europy             | PO       | Olympiakos                 | 0–3 | 1–3    | 1–6        |
| 2023/24 | Liga Konferencji Europy | Grupa F  | Ferencváros                | 1–2 | 1–3    | 4. miejsce |
| 2023/24 | Liga Konferencji Europy | Grupa F  | ACF Fiorentina             | 0–1 | 0–6    | 4. miejsce |
| 2023/24 | Liga Konferencji Europy | Grupa F  | KRC Genk                   | 0–2 | 0–2    | 4. miejsce |